# Frédéric Arnaud
Pour les articles homonymes, voir Arnaud.
Frédéric Arnaud, aussi appelé Frédéric Arnaud de l'Ariège, né le 8 avril 1819 à Saint-Girons (Ariège), mort le 30 mai 1878 à Versailles, est un avocat et homme politique français.

## Biographie
Il est neveu de Pierre Amilhau, député aux États généraux.
Durant sa carrière politique, il essayera de concilier la république avec la religion.
Il est élu député de l'Ariège lors des élections de 1848-1849 puis de 1849-1851 et député de la Seine de 1871 à 1876.
Son fils Joseph Arnaud est le secrétaire de Léon Gambetta.
Il est inhumé en 1879 au cimetière de Saint-Girons, en haut de l'allée centrale.

## Mandats
- Député de l'Ariège (1848-1851) [2]
- Député de la Seine (1871-1876)
- Maire de Paris 7e (1870-1876)
- Sénateur de l'Ariège (1876-1878)

## Distinction
Un boulevard de Saint-Girons porte son nom.

## Publications
- La Papauté temporelle et la nationalité italienne (1860) [3]
- L'Italie (1864) [4]
- La Révolution et l'Église (1869) [5]
- La révolution de 1869 (1869) [6]